# Markku Kukkoaho
Markku Juhani Kukkoaho (ur. 11 listopada 1946 w Puolanka) – fiński lekkoatleta, sprinter, medalista mistrzostw Europy w 1974.
Zajął 4. miejsce w biegu na 400 metrów na mistrzostwach Europy w 1971 w Helsinkach, a fińska sztafeta 4 × 400 metrów z jego udziałem została zdyskwalifikowana w biegu eliminacyjnym. Na igrzyskach olimpijskich w 1972 w Monachium zajął 6. miejsce zarówno w biegu na 400 metrów, jak i w sztafecie 4 × 400 metrów (w składzie: Stig Lönnqvist, Ari Salin, Ossi Karttunen i Kukkoaho).
Zdobył brązowy medal w sztafecie 4 × 400 metrów (która biegła w składzie: Lönnqvist, Karttunen, Markku Taskinen i Kukkoaho) oraz zajął 4. miejsce w biegu na 400 metrów na mistrzostwach Europy w 1974 w Rzymie. Fińska sztafeta została pierwotnie zdyskwalifikowana za przepychanie się z użyciem łokci przez Kukkoaho na początku jego zmiany, ale Fińska Federacja Lekkoatletyczna złożyła skuteczny kontrprotest. Kukkoaho zajął 2. miejsce w biegu na 400 metrów w finale pucharu Europy w 1975 w Nicei.
Na igrzyskach olimpijskich w 1976 w Montrealu odpadł w ćwierćfinale biegu na 400 metrów oraz zajął 8. miejsce w sztafecie 4 × 400 metrów. Na mistrzostwach Europy w 1978 w Pradze odpadł w eliminacjach biegu na 400 metrów, a fińska sztafeta 4 × 400 metrów nie ukończyła biegu eliminacyjnego.
Kukkoaho był mistrzem Finlandii w biegu na 200 metrów w 1971 i 1976 oraz w biegu na 400 metrów w latach 1970–1972 i 1974.
Dwukrotnie poprawiał rekord Finlandii w biegu na 400 metrów do czasu 45,49 s uzyskanego 7 września 1972 w Monachium i czterokrotnie w sztafecie 4 × 400 metrów do rezultatu 3:01,12 (10 września 1972 w Monachium). Dwukrotnie też wyrównywał rekord Finlandii w biegu na 200 metrów czasem 20,8 s. Wyniki w biegu na 400 metrów i w biegu sztafetowym są obecnymi (listopad 2019) rekordami Finlandii. Rekord życiowy Kukkoaho w biegu na 200 metrów wynosił 20,73 s (3 lipca 1976 w Turku).